# Sund (Gildeskål)
Sund est une localité du comté de Nordland, en Norvège.

## Géographie
Administrativement, Sund fait partie de la kommune de Gildeskål.